# Tuberolabium
Tuberolabium é um género botânico pertencente à família das orquídeas (Orchidaceae).